# Rusticoclytus salicis
Rusticoclytus salicis là một loài bọ cánh cứng trong họ Cerambycidae.